# Rubén Menini
Rubén Francisco Menini , (Buenos Aires; 20 de febrero de 1924-20 de abril de 2020) fue un jugador argentino de baloncesto. 